# Giuseppe Faravelli
Giuseppe Faravelli (Broni, 29 maggio 1896 – Milano, 15 giugno 1974) è stato un avvocato, giornalista e politico italiano.
Già segretario della federazione provinciale di Pavia del Partito Socialista Italiano, seguì Filippo Turati nel nuovo Partito Socialista Unitario. Rientrato nel PSI dopo la riunificazione con il PSU, militò da partigiano nella Resistenza e fu poi tra i protagonisti della scissione di Palazzo Barberini, aderendo a quello che diventerà il futuro Partito Socialista Democratico Italiano. Da dirigente del PSDI, diresse anche l'organo ufficiale del partito di Giuseppe Saragat, il quotidiano L'Umanità.

## Opere
- Giuseppe Faravelli, Il socialismo al bivio. L'Archivio di Giuseppe Faravelli, 1945-1950, a cura di Pier Carlo Masini e Stefano Merli, Milano, Giangiacomo Feltrinelli Editore, 1990.